# Transact-SQL
Transact-SQL (T-SQL) es una extensión al SQL de Microsoft y Sybase. SQL, que frecuentemente se dice ser un Lenguaje de Búsquedas Estructurado (por sus siglas en inglés), es un lenguaje de cómputo estandarizado, desarrollado originalmente por IBM para realizar búsquedas, alterar y definir bases de datos relacionales utilizando sentencias declarativas. T-SQL expande el estándar de SQL para incluir programación procedimental, variables locales, varias funciones de soporte para procesamiento de strings, procesamiento de fechas, matemáticas, etc, y cambios a las sentencias DELETE y UPDATE. Estas características adicionales hacen de T-SQL un lenguaje que cumple con las características de un autómata de Turing.
TRANSACT-SQL es un lenguaje muy potente que nos permite definir casi cualquier tarea que queramos efectuar sobre la base de datos; incluye características propias de cualquier lenguaje de programación, características que nos permiten definir la lógica necesaria para el tratamiento de la información:
```
 • Tipos de datos.
 • Definición de variables.
 • Estructuras de control de flujo.
 • Gestión de excepciones.
 • Funciones predefinidas.
```

Sin embargo no nos permite:
```
 • Crear interfaces de usuario.
 • Crear aplicaciones ejecutables, sino elementos que en algún momento llegarán al servidor de datos y serán ejecutados.
```

Debido a estas restricciones se emplea generalmente para crear procedimientos almacenados, triggers y  funciones de usuario.
Puede ser utilizado como cualquier SQL como lenguaje embebido en aplicaciones desarrolladas en otros lenguajes de programación como Visual Basic, C, Java, etc. Y por supuesto los lenguajes incluidos en la plataforma .NET.
También lo podremos ejecutar directamente de manera interactiva, por ejemplo desde el editor de consultas de SSMS (SQL Server Management Studio).

### Variables
Transact-SQL proporciona las siguientes instrucciones para declarar y definir variables locales: DECLARE, SET e SELECT.
```
DECLARE
 
@var1
 
NVARCHAR
(
30
);

SET
 
@var1
 
=
 
'Some Name'
;

SELECT
 
@var1
 
=
 
Name

  
FROM
 
Sales
.
Store

  
WHERE
 
CustomerID
 
=
 
100
;

```

### TRY CATCH
A partir de SQL Server 2005, Microsoft introdujo la lógica adicional TRY CATCH para ofrecer soporte a un comportamiento similar al manejo de excepciones. Esto permite que los desarrolladores simplifiquen su código y eviten tener que verificar @@ERROR después de cada instrucción SQL ejecutada.
```
-- begin transaction

BEGIN
 
TRAN
;

BEGIN
 
TRY

   
-- execute each statement

   
INSERT
 
INTO
 
MYTABLE
(
NAME
)
 
VALUES
 
(
'ABC'
);

   
INSERT
 
INTO
 
MYTABLE
(
NAME
)
 
VALUES
 
(
'123'
);

   
-- commit the transaction

   
COMMIT
 
TRAN
;

END
 
TRY

BEGIN
 
CATCH

   
-- roll back the transaction because of error

   
ROLLBACK
 
TRAN
;

END
 
CATCH
;

```

//Baison<
1. 1 2  «T-SQL Improvements in SQL Server 2012». InfoQ (en inglés). Consultado el 16 de abril de 2025.